# Walsall
Walsall [wɔːl.sɔːl] est une ville britannique, située dans le comté des Midlands de l'Ouest à 200 kilomètres de Londres. Elle est le chef-lieu du district métropolitain de Walsall.

## Géographie
La colline de Barr Beacon (en), qui est le point le plus élevé à cette latitude jusqu'à l'oural vers l'est[pas clair].
Les banlieues et les quartiers
- Alumwell
- Beechdale
- Bentley
- Bescot
- Birchills
- Blakenall Heath
- Bloxwich
- Broadway
- Caldmore
- Chuckery
- Coalpool
- The Delves
- Forest Estate
- Goscote
- Harden
- Highgate
- Leamore
- Palfrey
- Park Hall
- Pelsall
- Pleck
- Reedswood
- Rushall
- Ryecroft
- Shelfield
- Tamebridge

## Histoire
Le nom Walsall semble provenir des mots "Walh halh", qui signifie "vallée des Celtes". Walsall est d'abord appelé «Walesho» dans un document daté de l'année 1002, mais il n'est pas référencé dans le Domesday Book. Dans la première partie du XIIIe siècle, Walsall était une petite ville de marché, avec un marché hebdomadaire le mardi institué en 1220. Le maire de Walsall a été créé comme une position politique au XIVe siècle. Walsall est connu comme "la ville aux cent métiers" (cette appellation est un clin d'œil au fait que Birmingham est connu comme "la ville aux mille métiers"). Elzabeth I a visité la ville, nommée alors «Walshale». Elle a également été visitée par Henrietta Maria en 1643. Elle séjourna une nuit dans un bâtiment nommé "White Hart" dans le domaine de la Caldmore. La révolution industrielle a transformé le village de Walsall de 2 000 personnes au XVIe siècle en une ville de plus de 86 000 en environ 200 ans. La ville fabrique une vaste gamme de produits, dont des selles, des chaînes et des boucles. En 1821, l'église St. Matthews a été démolie à l'exception de la tour, remplacée à un coût de £ 20 000 sur un plan de Francis Godwin. En 1824, la Société a reçu de Walsall une loi du Parlement en vue d'améliorer la ville en offrant l'éclairage au gaz. Les usines à gaz ont été construites en 1826 pour un coût de £ 4 000.
Walsall subit une modernisation dans les années 1970 avec un nouveau centre-ville au détriment de la très ancienne cité médiévale, des propriétés de bonne qualité. En 1974, le comté de Staffordshire a été transféré hors de Walsall pour former le comté métropolitain des Midlands de l'Ouest. Walsall fait actuellement l'objet d'une nouvelle régénération urbaine ; de nombreuses friches industrielles sont remplacées par des maisons modernes, des appartements et des bureaux.

## Démographie
Au recensement de 2001, sa population est de 170 994 habitants.

## Économie
Walsall a eu de nombreuses industries, de l'extraction du charbon à la métallurgie. À la fin du XIXe siècle, les mines de charbon étaient sec, et Walsall devenu internationalement célèbre pour le commerce du cuir. Outre les articles en cuir, d'autres industries à Walsall comprennent le fer et le laiton, les carrières de calcaire, de petits matériels, de matières plastiques, l'électronique, les produits chimiques et de pièces d'avion.

## Culture

### Arts
Le New Art Gallery Walsall, conçu par l'agence Caruso St John. Ouvert en 2000, il contient un grand nombre d'œuvres de Jacob Epstein, ainsi que des œuvres de van Gogh, Monet, Turner, Renoir et Constable. Le grand espace de la galerie est l'hôte de nombreuses expositions contemporaines localement, nationalement et internationalement reconnus des artistes tout au long de l'année. La galerie d'art gère un éventail de différentes expositions.

### Illuminations
Le Walsall Arboretum a été officiellement inauguré le 4 mai 1874 par la riche famille Hatherton.

## Sport
Le Walsall Football Club, club de football de la ville, évolue actuellement dans le Championnat d'Angleterre de football D3.
Walsall fut le siège de courses de chevaux. Le Grand Stand a été construit en 1809 pour un coût de £ 1 300 sur un terrain donné par le comte de Bradford avec un bail de 99 ans. Peu de temps après l'achèvement, l'un des compartiments de la partie inférieure a été transformé en salle de billard qui contient un tableau offert par Lord Chichester Spencer de Fisherwick Park. Tout au long du XIXe siècle, les courses ont eu lieu chaque année lors de la Saint-Michel.